# Ladislav Troják
Ladislav Troják   (Košice, 15 de juny de 1914 - canal de la Mànega, 8 de novembre de 1948) va ser un jugador d'hoquei sobre gel eslovac que va competir sota bandera txecoslovaca durant les dècades de 1930 i 1940.
El 1936 va prendre part en els Jocs Olímpics d'Hivern de Garmisch-Partenkirchen, on fou quart en la competició d'hoquei sobre gel. El 1948, una vegada finalitza la Segona Guerra Mundial, va participar en els Jocs de St. Moritz, on guanyà la medalla de plata en la mateixa competició. En el seu palmarès també destaca una medalla d'or al Campionat del Món d'hoquei sobre gel de 1947 i una de bronze al de 1938.
Va morir, junt a sis companys seus de la selecció txecoslovaca d'hoquei sobre gel, en un accident d'avió al canal de la Mànega.
El 2011 fou incorporat a l'IIHF Hall of Fame.